# تساکانوواتس
تساکانوواتس (به صربی: Cakanovac) یک روستا در صربستان است که در پریچو واقع شده‌است. تساکانوواتس ۳٫۰۵ کیلومتر مربع مساحت و ۲۲۱ نفر جمعیت دارد.